# Daléria
A Daléria – Best of Irigy Hónaljmirigy 1994–2005 vagy röviden csak Daléria az Irigy Hónaljmirigy együttes 2005-ben kiadott válogatáslemeze. Az album a Mahasz Top 40 lemezeladási listán a 2. helyet szerezte meg és aranylemez minősítést ért el.

## Az album dalai
1. Mirigy Himnusz (az 1999-es Selejtező című albumról)
2. Dal a Csávóról (Flúgos futam, 2001)
3. Whiskys üvegek (Snassz Vegas! – 1998, valamint Sovány Vegasz, 1999)
4. Huncut karnevál (Ráncdalfesztivál, 2000)
5. Ródli jódli (A csillagok háborognak, 1996)
6. Anyáddal jártam (Fetrengés, 1994)
7. A rock'n'roll rigója (A csillagok háborognak, 1996)
8. Rum a tejbe (Snassz Vegas!, 1998)
9. Ettől megvadulok én (Selejtező, 1999)
10. Bat-Man (A csillagok háborognak, 1996)
11. Énekelj tercet (A csillagok háborognak, 1996)
12. Gyere és tátogj (A csillagok háborognak, 1996)
13. Megdumállak még (A csillagok háborognak, 1996)
14. Nem a tiéd
15. Boci Boci (Flúgos futam, 2001)
16. Csóró a téren (Selejtező, 1999)
17. Szétesem (Flúgos futam, 2001)
18. Ez a dal miről szól? (Selejtező, 1999)
19. Balatoni ház (Buliwood, 1997)
20. Újabb őrület (Buliwood, 1997)
21. Öreg néne bőrzekéje
22. Nem tetszik semmi meló (Ráncdalfesztivál, 2000)
23. Bugázott réz (ValóságShokk, 2003)
24. Beszól a digó (Selejtező, 1999)
25. Numerakirály (Bazi nagy lagzi, 2004)
26. Ez vagyok, lásd!